# Region Wschodniosyberyjski

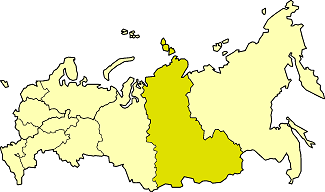
Wschodniosyberyjski region ekonomiczny na mapie Rosji

 Wschodniosyberyjski region ekonomiczny  (ros. Восточно-Сибирский экономический район wymawia się: [wostoczno sibirskij ekonomiczieskij rajon] – jeden z dwunastu regionów ekonomicznych Rosji.
Teren jest geograficznie zróżnicowany, występują tu równiny, góry i dorzecza. Jest drugim co do wielkości rosyjskim regionem ekonomicznym (po dalekowschodnim), jego powierzchnia, 4 122 800 / km², jest większa niż powierzchnia całej europejskiej części Rosji. Głównymi miastami są Krasnojarsk, Irkuck, Ułan-Ude i Chita, wszystkie one są położone wzdłiuż transsyberyjskiej linii kolejowej. Obszar jest słabo zaludniony, zamieszkuje go niecałe 9 milionów mieszkańców, przy gęstości zaludnienia 2,2 osób / km². 71% populacji mieszka w miastach.
Pomimo wysokich zasobów surowcowych region jest słabo rozwinięty gospodarczo. Czynnikami hamującym jego rozwój są względy geograficzno-klimatyczne. Naturalne warunki wschodniej Syberii cechuje surowość klimatu: Obecność wiecznej zmarzliny na północy, torfowiska, tundra i tajga, jak również góry i wniesienia.

## Jednostki administracyjne regionu
- Buriacja
- Tuwa
- Chakasja
- Kraj Zabajkalski
- Kraj Krasnojarski
- Obwód irkucki

## Gospodarka
Główne ośrodki gospodarcze regionu ciągną się wzdłuż linii Kolei Transsyberyjskiej. Dzięki połączeniu z koleją transmongolską (w Ułan-Ude), południe regionu zyskało na inwestycjach kapitału z Mongolii i Chin. Gospodarka koncentruje się na hutnictwie żelaza, największych rosyjskich zakładach aluminiowych w miastach Brack, Krasnojarsk i Sajanogorsk. Znajdujący się w granicach regionu Norilski okręg przemysłowy, jest lokalnym centrum wydobycia i wytopu metali kolorowych i szlachetnych. Występują tu także przedsiębiorstwa produkcyjne z branży przemysłu maszynowego, chemicznego, drzewnego, oraz zakłady celulozowe i papiernicze.

### Zasoby naturalne
Region wschodniosyberyjski pozostaje głównym producentem rosyjskiego złota, oprócz tego posiada znaczne rezerwy złóż miedzi, niklu, kobaltu, aluminium, grafitu, rud żelaza, cynku, ołowiu i innych. Ze względów ekonomicznych wydobywanie większości z tych surowców pozostaje w sferze planowania.
Innym ważnym naturalnym bogactwem dla gospodarki regionu pozostają lasy. Dzięki nim ta część Syberii jest największym zagłębiem przemysłu leśnego w Rosji.

### Energetyka
Obszar ma doskonały potencjał energetyczny dzięki pięciu największym w Rosji elektowniom wodnym (w tym największej Sajano-Suszenskaja), usytuowanym w dorzeczu Jeniseju. Produkuje się tu w ten sposób 12 razy więcej energii elektrycznej niż hydroelektrownie w całej pozostałej części kraju. Ich łączna moc szacowana jest na 3,6 milionów kW.

### Rolnictwo
Rolnictwo regionu jest w miarę samowystarczalne. Na dziewięciu milionach hektarów gruntów rolnych, uprawia się tu przede wszystkim zboża, ziemniaki i inne warzywa. Duże obszary są zajmowane przez rośliny pastewne. Hoduje się zwierzęta gospodarskie.

## Wskaźniki społeczno - ekonomiczne
Ten słabo zaludniony region pomiędzy Europą i Azją jak na rosyjskie warunki ma wysoki poziom płac, a także stosunkowo dużą część zatrudnionych w sektorze nowych prywatnych przedsiębiorstw i wysoki (jak na rosyjskie warunki) poziom produktywności. Skutkuje to niską migracją ludności. W ostatnich latach obserwuje się dodatni bilans demograficzny.